# Läkemedelsskadenämnden
Läkemedelsskadenämnden är en rådgivande nämnd i Sverige som yttrar sig i frågor gällande läkemedelsskador som tidigare prövats enligt det åtagande som regleras av Läkemedelsförsäkringen. Prövning kan initieras av såväl skadelidande som av Läkemedelsförsäkringen.
Det är PFF Service AB som, på uppdrag av Läkemedelsförsäkringen, har hand om administreringen av nämnden.
Nämnden består av en ordförande och sex ledamöter. Ordföranden ska ha domarerfarenhet. Två av ledamöterna ska företräda skadelidandes intressen, två vara medicinskt sakkunniga och en vara insatt i personskadereglering.
När nämnden har fattat beslut lämnas en rekommendation till bolaget hur nämnden anser att aktuell frågeställning ska bedömas.